# HD 45350 b
HD 45350 b é um planeta extrassolar localizado a aproximadamente 160 anos-luz da Terra na constelação de Auriga. Este planeta possui uma massa mínima de aproximadamente 1.79 a massa de Júpiter. A distância média do planeta de sua estrela é maior que a distância entre Marte e o Sol, mas a excentricidade de sua órbita é peculiar; no periastro o planeta se encontra tão próximo de sua estrela-mãe quanto Mercúrio está próximo do Sol, mas no apoastro o planeta orbita a uma distância oito vezes maior. Indubitavelmente, as estações de HD 45350 b seriam extremas.
Simulações dinâmicas cobrindo um período de 107 anos mostram que um segundo planeta, de massa menor só poderia manter uma órbita estável se não se situasse além de 0.2 UA da estrela; nessas simulações, este planeta hipotético exibe oscilações com uma excentricidade acima de 0.25. Observações da velocidade radial descartaram qualquer planeta cuja massa não fosse superior a 4 massas de Netuno.